# Батуловце
Батуловце је насеље у Србији у општини Власотинце у Јабланичком округу. Према попису из 2022. било је 696 становника.
Село има дечји вртић, четвороразредну основну школу, дом културе као и фудбалски клуб и Стадион ФК Младост Батуловце.

## Географски положај
Ратарско-виноградарско сеоско насеље збијеног типа, у северном делу проширења код ушћа Власине у Јужну Мораву, на (245 m) месту где Власини притиче поток Проваљеник, између тока Власине и савременог пута Лесковац-Власотинце, 3 километра западно од Власотинца.
Село лежи у пољу западно од Власотинца. Недалеко, са северне стране, протиче Власина. Батуловцу су најближа села: Конопница, Стајковце и Гложане.
Граница атара су: на северу корито Власине; на југу граница прелази преко пута Лесковац—Власотинце; на југу граница допире до атара села Гложана и Стајковца; на истоку, према Власотинцу, граница атара су потеси Кошутица и Зукар.

## Демографија
У насељу Батуловце живи 652 пунолетна становника, а просечна старост становништва износи 39,6 година (39,4 код мушкараца и 39,8 код жена). У насељу има 203 домаћинства, а просечан број чланова по домаћинству је 3,97.
Ово насеље је великим делом насељено Србима (према попису из 2011. године), а у последња три пописа, примећен је пад у броју становника.
|  |

| Демографија | Демографија | Демографија |
| Година      | Становника  | Становника  |
| ----------- | ----------- | ----------- |
| 1948.       | 645         |             |
| 1953.       | 681         |             |
| 1961.       | 767         |             |
| 1971.       | 814         |             |
| 1981.       | 905         |             |
| 1991.       | 831         | 800         |
| 2002.       | 806         | 836         |
| 2011.       | 795         |             |
| 2022.       | 696         |             |

| Етнички састав према попису из 2011.‍ | Етнички састав према попису из 2011.‍ | Етнички састав према попису из 2011.‍ | Етнички састав према попису из 2011.‍ | Етнички састав према попису из 2011.‍ |
| ------------------------------------ | ------------------------------------ | ------------------------------------ | ------------------------------------ | ------------------------------------ |
|                                      |                                      |                                      |                                      |                                      |
| Срби                                 | Срби                                 |                                      | 773                                  | 99,50%                               |
| Муслимани                            | Муслимани                            |                                      | 1                                    | 0,12%                                |
| Македонци                            | Македонци                            |                                      | 1                                    | 0,12%                                |

| Година пописа     | 1948. | 1953. | 1961. | 1971. | 1981. | 1991. | 2002. |
| ----------------- | ----- | ----- | ----- | ----- | ----- | ----- | ----- |
| Број домаћинстава | 97    | 105   | 133   | 168   | 203   | 191   | 203   |

| Број чланова      | 1  | 2  | 3  | 4  | 5  | 6  | 7  | 8 | 9 | 10 и више | Просек |
| ----------------- | -- | -- | -- | -- | -- | -- | -- | - | - | --------- | ------ |
| Број домаћинстава | 17 | 46 | 23 | 34 | 34 | 31 | 12 | 3 | 2 | 1         | 3,97   |

| Пол    | Укупно | Неожењен/Неудата | Ожењен/Удата | Удовац/Удовица | Разведен/Разведена | Непознато |
| ------ | ------ | ---------------- | ------------ | -------------- | ------------------ | --------- |
| Мушки  | 336    | 64               | 244          | 24             | 4                  | 0         |
| Женски | 340    | 45               | 240          | 42             | 13                 | 0         |
| УКУПНО | 676    | 109              | 484          | 66             | 17                 | 0         |

| Пол    | Укупно                    | Пољопривреда, лов и шумарство | Рибарство                            | Вађење руде и камена | Прерађивачка индустрија       |
| ------ | ------------------------- | ----------------------------- | ------------------------------------ | -------------------- | ----------------------------- |
| Мушки  | 189                       | 79                            | 0                                    | 0                    | 67                            |
| Женски | 99                        | 63                            | 0                                    | 0                    | 24                            |
| УКУПНО | 288                       | 142                           | 0                                    | 0                    | 91                            |
| Пол    | Производња и снабдевање   | Грађевинарство                | Трговина                             | Хотели и ресторани   | Саобраћај, складиштење и везе |
| Мушки  | 0                         | 15                            | 8                                    | 1                    | 5                             |
| Женски | 0                         | 0                             | 5                                    | 0                    | 0                             |
| УКУПНО | 0                         | 15                            | 13                                   | 1                    | 5                             |
| Пол    | Финансијско посредовање   | Некретнине                    | Државна управа и одбрана             | Образовање           | Здравствени и социјални рад   |
| Мушки  | 0                         | 0                             | 7                                    | 5                    | 0                             |
| Женски | 0                         | 0                             | 0                                    | 5                    | 1                             |
| УКУПНО | 0                         | 0                             | 7                                    | 10                   | 1                             |
| Пол    | Остале услужне активности | Приватна домаћинства          | Екстериторијалне организације и тела | Непознато            | Непознато                     |
| Мушки  | 0                         | 0                             | 0                                    | 2                    | 2                             |
| Женски | 0                         | 0                             | 0                                    | 1                    | 1                             |
| УКУПНО | 0                         | 0                             | 0                                    | 3                    | 3                             |